# نوكو ألوفا

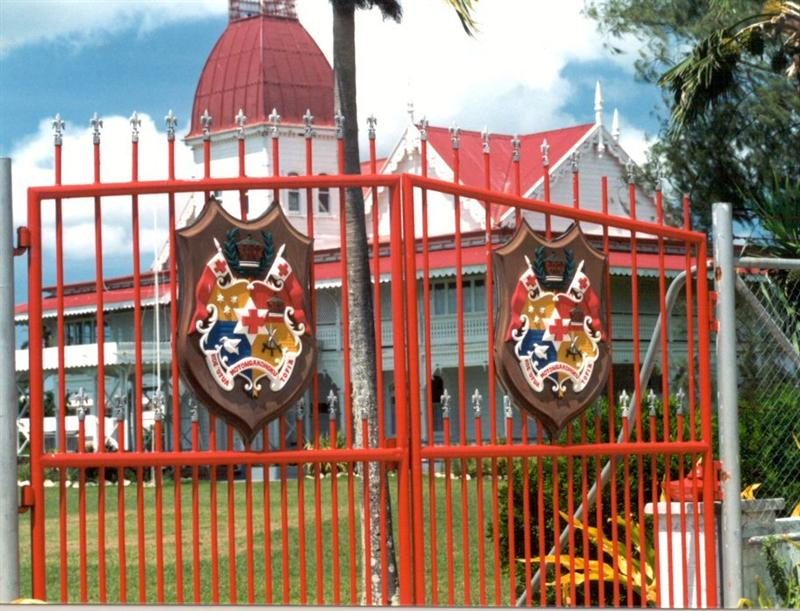
القصر الملكي في نوكو ألوفا

نوكو ألوفا هي عاصمة مملكة تونغا، وتقع على الساحل الشمالي لجزيرة تونغاتابو، يبلغ عدد سكانها 22,400 نسمة حسب إحصاء 1996 والذي يمثل 35% من تعداد سكان المملكة. ويقع القصر الملكي وجميع المباني الحكومية في نوكو ألوفا.
تعد هذه المدينة من أهم مدن المملكة من حيث التجارة والمواصلات في المملكة، كما يقع فيها القصر الملكي.

## التاريخ
كانت المدينة مسرحا لأعمال شغب في عام 2006 لإعادة النظر في النظام السياسي للبلاد.
نوكو ألوفا هي عاصمة تونغا منذ 1845.

## المناخ
يظهر الجدول التالي التغييرات المناخية على مدار السنة لنوكو ألوفا:
| البيانات المناخية لـنوكو ألوفا    | البيانات المناخية لـنوكو ألوفا | البيانات المناخية لـنوكو ألوفا | البيانات المناخية لـنوكو ألوفا | البيانات المناخية لـنوكو ألوفا | البيانات المناخية لـنوكو ألوفا | البيانات المناخية لـنوكو ألوفا | البيانات المناخية لـنوكو ألوفا | البيانات المناخية لـنوكو ألوفا | البيانات المناخية لـنوكو ألوفا | البيانات المناخية لـنوكو ألوفا | البيانات المناخية لـنوكو ألوفا | البيانات المناخية لـنوكو ألوفا | البيانات المناخية لـنوكو ألوفا |
| الشهر                             | يناير                          | فبراير                         | مارس                           | أبريل                          | مايو                           | يونيو                          | يوليو                          | أغسطس                          | سبتمبر                         | أكتوبر                         | نوفمبر                         | ديسمبر                         | المعدل السنوي                  |
| --------------------------------- | ------------------------------ | ------------------------------ | ------------------------------ | ------------------------------ | ------------------------------ | ------------------------------ | ------------------------------ | ------------------------------ | ------------------------------ | ------------------------------ | ------------------------------ | ------------------------------ | ------------------------------ |
| الدرجة القصوى °م (°ف)             | 32 (90)                        | 32 (90)                        | 31 (88)                        | 30 (86)                        | 30 (86)                        | 28 (82)                        | 28 (82)                        | 28 (82)                        | 28 (82)                        | 29 (84)                        | 30 (86)                        | 31 (88)                        | 32 (90)                        |
| متوسط درجة الحرارة الكبرى °م (°ف) | 29.4 (84.9)                    | 29.9 (85.8)                    | 29.6 (85.3)                    | 28.5 (83.3)                    | 26.8 (80.2)                    | 25.8 (78.4)                    | 24.9 (76.8)                    | 24.8 (76.6)                    | 25.3 (77.5)                    | 26.4 (79.5)                    | 27.6 (81.7)                    | 28.7 (83.7)                    | 27.3 (81.1)                    |
| المتوسط اليومي °م (°ف)            | 26.4 (79.5)                    | 26.8 (80.2)                    | 26.6 (79.9)                    | 25.3 (77.5)                    | 23.6 (74.5)                    | 22.7 (72.9)                    | 21.5 (70.7)                    | 21.5 (70.7)                    | 22.0 (71.6)                    | 23.1 (73.6)                    | 24.4 (75.9)                    | 25.6 (78.1)                    | 24.1 (75.4)                    |
| متوسط درجة الحرارة الصغرى °م (°ف) | 23.4 (74.1)                    | 23.7 (74.7)                    | 23.6 (74.5)                    | 22.1 (71.8)                    | 20.3 (68.5)                    | 19.5 (67.1)                    | 18.1 (64.6)                    | 18.2 (64.8)                    | 18.6 (65.5)                    | 19.7 (67.5)                    | 21.1 (70.0)                    | 22.5 (72.5)                    | 20.9 (69.6)                    |
| أدنى درجة حرارة °م (°ف)           | 16 (61)                        | 17 (63)                        | 15 (59)                        | 15 (59)                        | 13 (55)                        | 11 (52)                        | 10 (50)                        | 11 (52)                        | 11 (52)                        | 12 (54)                        | 13 (55)                        | 16 (61)                        | 10 (50)                        |
| معدل هطول الأمطار مم (إنش)        | 174 (6.9)                      | 210 (8.3)                      | 206 (8.1)                      | 165 (6.5)                      | 111 (4.4)                      | 95 (3.7)                       | 95 (3.7)                       | 117 (4.6)                      | 122 (4.8)                      | 128 (5.0)                      | 123 (4.8)                      | 175 (6.9)                      | 1٬721 (67.8)                   |
| متوسط الأيام الممطرة              | 17                             | 19                             | 19                             | 17                             | 15                             | 14                             | 15                             | 13                             | 13                             | 11                             | 12                             | 15                             | 180                            |
| متوسط الرطوبة النسبية (%)         | 77                             | 78                             | 79                             | 76                             | 78                             | 77                             | 75                             | 75                             | 74                             | 74                             | 73                             | 75                             | 76                             |
| المصدر: Weatherbase               |                                |                                |                                |                                |                                |                                |                                |                                |                                |                                |                                |                                |                                |

## أعلام
- تونغا فيفيتا
- أسي تولافا
- ويليام ر. ديكنسون
- توبوتو ألوكالالا